# Marquesado de Bedmar
El marquesado de Bedmar es un título nobiliario español de carácter hereditario concedido por Felipe III de España el 15 de junio de 1614 al señor de Bedmar (y futuro cardenal) Alonso II de la Cueva y Benavides durante su estancia como embajador de España en la República de Venecia, y en recompensa por los servicios prestados. 
El título hace referencia al municipio andaluz de Bedmar, en la provincia de Jaén. Esta villa fue adquirida en 1562 por Alonso I de la Cueva y Benavides, quien participó en la batalla de Villalar y apresó al célebre Juan de Padilla y más tarde fue gobernador y capitán general de La Goleta (Túnez) y último comendador de Bedmar y Albanchez, cuando el papa Paulo III y Carlos I de España desgajaron esta villa de la Orden de Calatrava, pasando a formar parte del patrimonio familiar.

## Marqueses de Bedmar
|                       | Titular                                        | Periodo               |
| Creado por Felipe III | Creado por Felipe III                          | Creado por Felipe III |
| --------------------- | ---------------------------------------------- | --------------------- |
| I                     | Alonso de la Cueva y Benavides                 | 1614-1622             |
| II                    | Juan de la Cueva y Benavides                   | 1622-1626             |
| III                   | Gaspar Bernardino de la Cueva y Mendoza        | 1626-1664             |
| IV                    | Melchor de la Cueva y Enríquez                 | 1664-1667             |
| V                     | Isidro de la Cueva y Enríquez                  | 1667-1723             |
| VI                    | María Francisca de la Cueva y Acuña            | 1723-1754             |
| VII                   | Felipe López-Pacheco de la Cueva               | 1754-1798             |
| VIII                  | María Luisa Centurión y Velasco                | 1798-1799             |
| IX                    | Antonio María de Acuña y Fernández de Miranda  | 1799-1810             |
| X                     | Manuel Lorenzo de Acuña y Fernández de Miranda | 1810-1824             |
| XI                    | Manuel Antonio de Acuña y Dewitte              | 1824-1883             |
| XII                   | Ernesto de Heredia y Acuña                     | 1883-1926             |
| XIII                  | Manuel de Heredia y Carvajal                   | 1927-1940             |
| XIV                   | Alonso de Heredia y del Rivero                 | 1951-1983             |
| XV                    | Julio de Heredia y Halcón                      | 1985-actual           |

## Historia de los señores de Bedmar
- Alonso de la Cueva y Benavides.
- Luis de la Cueva y Benavides (m.  17 de octubre de 1598)

## Historia de los marqueses de Bedmar
- Alonso de la Cueva y Benavides (b. Granada 25 de julio de 1574-Málaga 14 de julio de 1655[1]), I marqués de Bedmar.

Le sucedió su hermano.
- Juan de la Cueva y Benavides (b. Bedmar 28 de noviembre de 1566-Madrid 17 de septiembre de 1626[1]), II marqués de Bedmar.

Contrajo matrimonio en Madrid el 9 de septiembre de 1625 con María Ana de Ribera Enríquez, hija segunda de Francisco Barroso de Ribera, II marqués de Malpica, y de Juana Enríquez de Ribera y Dávila.
Le sucedió su hermano.
- Gaspar Bernardino de la Cueva y Mendoza (n. Las Palmas de Gran Canaria, 7 de febrero de 1594-Madrid, 13 de julio de 1664[1]), III marqués de Bedmar.

Contrajo matrimonio en Madrid el 21 de diciembre de 1636 con Manuela Enríquez Osorio, hija de Rodrigo Enríquez de Cabrera y Mendoza, I marqués de Valdunquillo, y de Francisca Osorio de Acebedo y Valdés, II marquesa de Mirallo.
Le sucedió su hijo.
- Melchor  de la Cueva y Enríquez (n. Madrid 16 de febrero de 1646-Madrid 15 de enero de 1667[1]), IV marqués de Bedmar.

- Isidro de la Cueva y Benavides, (n. Madrid 20 de mayo de 1652-2 de junio de 1723[1]), V marqués de Bedmar, grande de España.

Contrajo primer matrimonio en Madrid el 19 de noviembre de 1697 con Manuela Ignacia de Acuña y de la Cueva, II marquesa de Assentar, II condesa de Villanova, hija de Pedro de Acuña y Meneses, I marqués de Assentar, y de Francisca Teresa de la Cueva y Enríquez.
Contrajo segundo matrimonio en Madrid el 24 de noviembre de 1703 con Francisca Enríquez de Almansa y Velasco, hija de Juan Enríquez de Almansa, VIII marqués de Alcañices, grande de España, y de Juana de Velasco y Guzmán.
Le sucedió su hija.
- María Francisca de la Cueva y Acuña (b. Bruselas 24 de diciembre de 1699-25 de octubre de 1754), VI marquesa de Bedmar, grande de España, IV marquesa de Assentar, IV condesa de Villanova.

Contrajo matrimonio en Madrid el 3 de diciembre de 1720 con Marciano Fernández Pacheco, XII marqués de Moya.
Le sucedió su hijo.
- Felipe López-Pacheco de la Cueva (Madrid 13 de septiembre de 1727-Madrid 24 de julio de 1798), VII marqués de Bedmar, grande de España, XII duque de Escalona, grande de España, XIII marqués de Moya, V marqués de Assentar, V conde de Villanova, XII marqués de Villena, Conde de Xiquena, conde de San Esteban de Gormaz, XVI marqués de Aguilar de Campoó, grande de España, IX conde de Castañeda, X marqués de la Eliseda.

Contrajo matrimonio en Madrid el 21 de febrero de 1750 con María Luisa Centurión y Velasco, fundadora del segundo monasterio de la Visitación de Santa María,  VIII marquesa de Estepa con Grandeza de España, XIV condesa de Fuensalida con Grandeza de España, VIII  condesa de Colmenar de Oreja, IX marquesa de Laula, IX marquesa de Vivola, IX marquesa de Monte de Vay, X condesa de las Posadas, VIII condesa de Casa de Palma, XI Condesa de Barajas con Grandeza de España, IX marquesa de la Alameda, XI Condesa de Puñonrostro con Grandeza de España, III marquesa de Casasola
- María Luisa Centurión y Velasco (+Madrid 22 de enero de 1799[3]), VIII marquesa de Bedmar, grande de España, marquesa de Estepa, marquesa de Laula, marquesa de Vivola, marquesa de Monte de Vay, condesa de Puñoenrostro, condesa de Elda, condesa de Anna, marquesa de Casasola, marquesa de Noguera, condesa de Fuensalida, condesa de Casa Palma, condesa de Colmenar.

Contrajo matrimonio en Madrid el 21 de febrero de 1750 con Felipe López-Pacheco de la Cueva (Madrid 13 de septiembre de 1727-Madrid 24 de julio de 1798), VII marqués de Bedmar, grande de España, XII duque de Escalona, grande de España, XIII marqués de Moya, V marqués de Assentar, V conde de Villanova, XII marqués de Villena, Conde de Xiquena, conde de San Esteban de Gormaz, XVI marqués de Aguilar de Campoó, grande de España, IX conde de Castañeda, X marqués de la Eliseda.
- Antonio María de Acuña y Fernández de Miranda (1766-1810), IX marqués de Bedmar.

Le sucedió su hermano
- Manuel Lorenzo de Acuña y Fernández-Miranda (1767-1821), X marqués de Bedmar.

Le sucedió su hijo
- Manuel Antonio de Acuña y Dewitte (1821-1883), XI marqués de Bedmar, IX conde de Óbedos.

Le sucedió el hijo de su hermana María Cayetana de Acuña y Dewitte (1807-1864), IX marquesa de Villanueva de las Torres, por tanto su sobrino
- Ernesto Bruno de Heredia y Acuña (n. Madrid 1 de marzo de 1839[4]-Madrid 31 de marzo de 1926), XII marqués de Bedmar, X marqués de Escalona, XI marqués de Prado. Caballero Maestrante de Sevilla, Gentilhombre de Cámara de S.M.

Contrajo matrimonio en Ávila el 10 de abril de 1866 con María Cristina de Carvajal y Fernández de Córdoba (n. Madrid 23 de mayo de 1844-Madrid 19 de julio de 1897), hija de Ángel María de Carvajal y Téllez-Girón, IX duque de Abrantes, y de María de África Fernández de Córdoba y Ponce de León.
- Manuel de Heredia y Carvajal (n. Madrid 1869-1940), XIII marqués de Bedmar.

Contrajo matrimonio el 20 de junio de 1895 con Elena del Rivero y Miranda (n. Madrid el 25 de mayo de 1877), hija de Justino del Rivero y Trevilla, y de Elena de Miranda y de Cárcer.
- Alonso de Heredia y del Rivero (n. Limpias 10 de septiembre de 1898-Cabra 30 de octubre de 1983), XIV marqués de Bedmar, grande de España, XI conde de Montalvo, XI marqués de Escalona, XII marqués de Casa Fuerte, XII marqués de Prado, XIII conde de Gramedo, XIV conde de Óbedos.

Contrajo matrimonio en Córdoba el 30 de octubre de 1923 con María Isabel Albornoz y Martel (n. Córdoba el 22 de octubre de 1900-Cabra 1 de noviembre de 1989), hija de Nicolás de Albornoz y Portocarrero, y de María Casilda Martel y Arteaga
- Julio de Heredia y Halcón (n. en 1950), XV marqués de Bedmar, grande de España, VII marqués de Villar de Tajo, XIII marqués de Casa Fuerte.

Contrajo matrimonio con Almudena de Soto y Patiño, hija de Manuel de Soto y Carvajal, XIII marqués de Santaella, y de María de los Dolores Patiño y Arróspide.